# Casais do Porto
Casais do Porto, é uma localidade portuguesa situada  na freguesia do Louriçal. Fica a uma distanciada, sensivelmente, 2 km do Louriçal.

## Significado do nome
Etimológico: Casal é um pequeno povoado. Porto é junto à costa de um rio ou de um mar onde os barcos podem parar ou efectuar trocas comerciais.
Popular: Há sensivelmente 300 anos existia um braço de mar que chegava aos Casais do Porto, onde carregava e descarregava ferro. Foi devido a essa razão que essa localidade era denominada de Porto de Ferro e com o decorrer dos anos passou a chamar-se Casais do Porto.